# Ichthyoxenus tchangi
Ichthyoxenus tchangi är en kräftdjursart som beskrevs av Yu 1935. Ichthyoxenus tchangi ingår i släktet Ichthyoxenus och familjen Cymothoidae. Inga underarter finns listade i Catalogue of Life.